# Bibice
Bibice (prononciation : [biˈbit͡sɛ]) est un village de Pologne, situé dans le gmina de Zielonki, dans le Powiat de Cracovie, dans la voïvodie de Petite-Pologne.

## Source
- (en) Cet article est partiellement ou en totalité issu de l’article de Wikipédia en anglais intitulé « Bibice » (voir la liste des auteurs).